# Cheerleading
A cheerleading, modern sportág[forrás?] , amely a torna, az akrobatika és a tánc elemeit ötvözi. Elsősorban az amerikaifutball-, a kosárlabda-, vagy a labdarúgásbeli szurkoláshoz kapcsolódó csapattevékenység. 2021-ben a Nemzetközi Olimpiai Bizottság teljes jogú olimpiai sportként ismerte el.

## Története
A cheerleading története nagyjából az amerikai foci, kosárlabda és rugby történetéhez köthető az Egyesült Államokban. Az 1880-as években a Princeton Egyetem amerikai futball meccseinek a hangulata ösztönözte a hallgatókat, hogy létrehozzanak egy csak férfiakból álló klubot (Pep Club), mely a szurkolás vezetésére hivatott. 1889-re számos ilyen csapat, közösség alakult az egyetemeken.
1898-ban a minnesotai egyetem szurkolói újdonságokkal jelentek meg, melyek Jack "Johnny" Campbell nevéhez köthetők. A szurkolás vezetéséhez itt használtak először megafonokat. A sikerre alapozva Johnny Campbell és az őt követő hallgatók folytatták a munkát és elkezdték a cheerleadinget a mai érvényes formába önteni.
1923-ban a minnesotai egyetemen csatlakozott az első női szurkoló a csapathoz, melynek az lett a következménye, hogy az 1940-es évekre a nők kerültek többségbe. Ma a világ cheerleadereinek kb. 90%-át a női sportolók teszik ki.
Lawrence "Herkie" Herkimer a növekvő igény miatt 1948-ban először szervezett tábort a cheerleader sportolók számára. Az ő nevéhez fűződik a pom-pon eszköz használata, mely a mai napig a cheer sport fontos elemét képezi. 1961-ben Herkie létrehozta a Nemzeti Cheerleading Szövetséget (NCA- National Cheerleaders Association). A cheerleading az egyik legdinamikusabban fejlődő sporttevékenységgé vált az Egyesült Államokban.
1974-ben az NCA elnöke Jeff Weber létrehozta az Egyetemes Cheerleading Szövetséget (UCA- Universal Cheerleaders Association). A sportolók számának növekedése lehetővé tette, hogy az Egyesült Államok sportolói és edzői bemutassák a következő évtizedben a cheerleadinget a világ különböző pontjain. Az UCA első Nemzeti Cheerleading Bajnokságát 1982-ben rendezte meg, melyet az ESPN televíziós csatorna közvetített. Ez jelentette világszerte a modern cheerleading megszületését.
1987-ben a cheerleader edzők és ügyintézők amerikai szövetsége (AACCA- American Association of Cheerleading Coaches and Administrators) létrehozta a cheer sport biztonsági szabályzatát és megkezdte annak publikálását világszerte.
Az 1990-es évekre az USA iskolai cheerleading 1.7 millió sportolót számlált (forrás: National Federation of High School Association). A sportághoz kötődő óriási népszerűség következtében megjelennek a nem iskolákhoz kötődő egyesületek, melyeket összefoglaló néven a mai napig "All Star" Cheerleading csapatoknak nevezünk. Szintén a '90-es években terjedt el a cheer sport Európában és Ázsiában.
2004- ben a USASF (United States All Star Federation), valamint  az IASF (International All Star Federation) megrendezte az első cheerleading világbajnokságot az orlandói Walt Disney Resortban. A megmérettetésen 14 ország vett részt.
2008-ban az International Cheer Union (ICU) megrendezte az első európai találkozót 19 nemzet részvételével, valamint első alkalommal tartott edzőképzést a kontinensen (Németország- Berlin) 15 ország 100 edzőjének részvételével. Ebben az évben a világszövetség előterjesztette a Nemzeti Olimpiai Bizottságba való ideiglenes tagfelvételt.
A 2009-es év újra fordulópontot jelentette, hiszen a világszövetség előterjesztette a SportAccord-ba való tagfelvételt, valamint az ICU által készített anti- dopping kódexet elfogadta a világ anti- dopping szövetsége.
Az első Európa- bajnokság megrendezésére 2011-ben került sor Prágában 18 ország 1500 sportoló részvételével.
2012-ben a FIG (Fédération Internationale de Gymnastique), az ICU és a SportAccord 3 oldalú szerződést ír alá a meghatározott feltételekkel, a belépés alapelveit tartalmazva az ICU részére a SportAccord-ba.
2013-ban az International Cheer Union a TAFISA (The Association For International Sport For All) tiszteletbeli tagjává vált, valamint a SportAccord 47. Törvényes Közgyűlése elismerte az ICU-t a SportAccord 109. tagjává.
2016-ban a Nemzetközi Olimpiai Bizottság (NOB) végrehajtó bizottsága ideiglenes jelleggel olimpiai sportágként ismerte el a cheerleadinget. Amennyiben a Nemzetközi Szövetség a 3 éves éves átmeneti időszakban megfelel a szigorú előírásoknak és követelményeknek, úgy a cheerleading a 2024-es ötkarikás játékokon akár már teljesen jogú sportágként a hivatalos programban is helyet kaphat.
A Nemzetközi Cheer Szövetségnek jelenleg 105 ország a tagja és világszerte 3.5 millió regisztrált sportolóval rendelkezik.

## A cheerleading típusai
MIDDLE SCHOOL CHEERLEADING: Elsősorban a pálya menti és a félidőben történő szurkolásról szól. A csapatoknak mindemellett lehetőségük van versenyzésre a high school cheerleading szabályai alapján.
HIGH SCHOOL CHEERLEADING: A high school cheerleading nagyban hasonlít a middle school cheerleadinghez. Célja elsősorban, hogy a csapattagok a különböző rendezvényeken buzdítsák, lelkesítsék csapattársaikat, életet vigyenek az iskolai életbe. A sportnak ezen a szintjén dől el, hogy a későbbiekben kiből válik élsportoló.
COLLEGE CHEERLEADING: Koedukált (coed) és csak lányokból álló (all girl) csapatokat különítünk el. Vannak csapatok, melyek a szurkolásra és vannak akik a versenyzésre specializálódtak. Számos külföldi egyetemen a cheerleaderek számára az egyetemek különféle ösztöndíjprogramokat hoznak létre. Ez a szint már magas technikai tudást és képzettséget igényel.
ALL-STAR CHEERLEADING: A cheerleadingnek ez a típusa nem áll kapcsolatban oktatási szervezetekkel, hanem a klubok különálló egyesületekként működnek. A csapatok egy szezonban átlagosan 8-12 versenyen vesznek részt. A legtöbb All- Star versenyzőnek külön talaj akrobatika és tánc óráik is vannak.

## Cheerleading Magyarországon
A cheer sport Magyarországon 2009-ben jelent meg, azóta az egyesületek és a regisztrált sportolók száma dinamikus ütemben fejlődik.
A sportág hazai történetében nagy fordulópontot jelentett a 2013-as év, amikor 6 egyesület konszenzusával létrejött a Cheerleading Szabadidősport Szövetség. Az elmúlt években a tagegyesületek száma 14-re nőtt. A szövetség tagja az Európai (European Cheer Union)-, és Világszövetségnek (International Cheer Union), így válik a hazai sport számára lehetővé, hogy képviseltesse magát az országok és kontinensek között találkozókon, megmérettetéseken.
A Magyar Cheer Szövetség (korábban Cheerleading Szabadidősport Szövetség) felépítése:
Elnök: Fertetics Andrea
Alelnökök: Ócs Adrienn, Nagy-Kismarci Bence
Edzői bizottság: Bálint Lilla
Bírói bizottság: Kovácsik Rita
Fegyelmi bizottság: Molnár Ágnes
Versenybizottság: Fejes Fruzsina
Magyarország legjobb nemzetközi eredményei:
2011:
Európa-bajnokság (Csehország – Prága):
Senior Coed Elite kategória: Topflyers – 1. hely
2012:
Európa- bajnokság (Hollandia – Amszterdam):
Senior Coed Premier kategória: Topflyers – 8. hely
2016:
Világbajnokság (Florida – Orlando):
Senior Freestyle Pom Double kategória: ELTE – 15. hely
Európa-bajnokság (Ausztria – Bécs):
Senior Coed Elite kategória: ELTE – 2. hely
Senior Coed Group Stunt kategória: ELTE – 3. hely
2017:
Világbajnokság (Florida- Orlando):
Senior Freestyle Pom Double kategória: 16. hely
Európa-bajnokság (Csehország – Prága):
Senior Coed Elite kategória: ELTE – 5. hely
2018:
Európa-bajnokság (Finnország – Helsinki):
Senior Allgirl Elite kategória: Női Válogatott – 1. hely
Senior Coed Elite kategória: Spartan Se-Flip Unit Team – 6. hely
A szövetség tagjai:
Balaton Fitness Hungary Sportegyesület
Budaörsi Vivace Kulturális, Művészeti és Sportegyesület
Budapesti Egyetemi Atlétikai Club
Dalma Dance Club Sport Egyesület
Debreceni Egyetemi Atlétikai Club Sport Nonprofit Közhasznú Kft.
DreamTeam Cheerleaders Sportegyesület
Eötvös Loránd Tudományegyetem Sport- és Szabadidő Egyesület
Érdi Torna Club
Eszterházy Károly Egyetem Diák- és Szabadidősport Club
Extrém Látvány Sportegyesület
KLASSZ-X Szabadidő- és TáncSport Egyesületet
Ludovika Sportegyesület
Magyar Testnevelési Egyetem Sportegyesülete
Miskolc Steelleaders Sport Egyesület
Nyíregyházi Egyetemi Sportegyesület
Pécsi Egyetemi Atlétikai Club
ROYAL Dance Studio és Sportegyesület
Semmelweis Egyetem Sport Klub
SHARKS LADIES CHEERLEADER Sportegyesület
Spartan Cheerleading Egyesület
Sziget Dance Táncsport Egyesület
Táncvarázs Sportegyesület
Városi Sportegyesület Dunakeszi

## A cheerleading felosztása
Sideline cheerleading, avagy a "klasszikus" pomponlányok
Sideline cheerleadereknek tekinthetők a "klasszikus" értelemben vett cheerleaderek, más néven a pompon lányok, akik a meccseken szurkolnak saját csapatuknak, és erre buzdítják a közönséget is. Elsődleges céljuk nem a versenyzés, hanem a látvány és a show, éppen ezért koreográfiájukban inkább a látványos, mintsem a veszélyes elemek dominálnak. Tánckoreográfiájukban elengedhetetlen kellék a nagyméretű, látványos pompon. Amerikában a legtöbb sportcsapat rendelkezik sideline csapattal, akik egyaránt biztatják a csapatot a meccs közben, és szórakoztatják a közönséget a játék szüneteiben. A sideline cheerleadereknek átlagon felüli állóképességgel kell rendelkezniük, mivel képesnek kell lenniük mosolyogva végig táncolni, ugrálni egy akár több órás mérkőzést.
Kompetitív cheerleading, avagy a cheerleading mint önálló versenysport
A kompetitív cheerleading a sideline vonallal ellentétben önálló sportnak tekinthető, ami azt jelenti, hogy rendelkezik saját sportszövetséggel, valamint egy részletes és gyakran nagyon szigorú versenyszabályzattal, ami alapján a versenyeket megrendezik. A cheerleading versenyeken a sportolók nem hajráznak senkinek, a sportolók itt önmagukért versenyeznek a szintjüknek és életkoruknak megfelelő kategóriák egyikében. A gyakorlatokat a tornasportokhoz hasonlóan többtagú zsűri  pontozza, akik egy akkreditált képzés elvégzése után tölthetik be feladatkörüket.
A kompetitív cheerleading gyűjtőfogalom valójában azonban mindjárt két egészen különböző sportágat is magába foglal, amik között az egyetlen összekötő elem a pompon. Az egyik sportág a tánc alapú performance cheerleading, a másik pedig az akrobatikus cheerleading, amit általában csak simán cheerleadingnek neveznek, az akrobatikus jelzőt itt most csak a félreértések elkerülése végett használjuk.

## Performance cheerleading
Tánc alapú sportág, mozgásvilága leginkább a jazz balettra hajaz. A koreográfia a táncmozdulatok mellett főként a klasszikus balettből is ismert forgásokból, ugrásokból, valamint egyszerűbb akrobatikus elemekből áll, amit a táncosok kemény talajon mutatnak be. Alapvetően két nagy kategóriát különítünk el a sporton belül, a duó és csapatos kategóriákat. Csapaton belül megkülönböztetjük az úgynevezett 'small' (4-9 fő), 'medium' (10-15 fő) és 'large' (16- 25 fő) csapatokat. A csapatokban természetesen fiúk lányok egyaránt vegyesen szerepelhetnek.
A táncosok legtöbbször hosszú ujjú, rövid szoknyás tornadresszt viselnek, a fiúk ruhája a versenytáncosokéhoz hasonló lehet. A forgások miatt az adekvát lábbeli az ún. forgócipő, vagyis egy olyan bőrből készült tánccipő, ami a nagyobb tapadás érdekében szabadon hagyja a sarkat, a lábfej és a talp elülső részét viszont fedi, így lehetővé téve akár 16-20 forgás megforgását is.
A táncosok elmaradhatatlan kelléke a pompon, ami a légellenállás csökkentése érdekében gyakran sokkal kisebb a sideline cheerleaderek látványos pomponjainál. A kellék közepében egy kemény rúd található, amire a táncos rámarkolva stabilan tudja a kezében tartani azt, mivel a pompon elejtése súlyos pontlevonást  vonhat maga után. A táncosok hajukat hagyományosan szoros kontyba fogják.A tánckoreográfiák pontozási szempontjai (100 pont): Technika (30 pont)
Pompon használat technikai kivitelezése – 10 pont
Tánc elemek technikai kivitelezése – 10 pont
Technikai elemek kivitelezése – 10 pont
Csoportos dolgok kivitelezése (30 pont)
Szinkron – 10 pont
A mozdulatok egyformasága – 10 pont
Térformák, térhasználat – 10 pont
Koreográfia (30 pont)
Zeneiség, kreativitás, eredetiség – 10 pont
Vizuális effektek – 10 pont
Nehézségi fok – 10 pont
Összhatás (10 pont)

## Akrobatikus cheerleading
Az (akrobatikus) cheerleading torna alapú sportág, a gyakorlatok inkább a torna, a sportakrobatika és a cirkuszi akrobatashowk egyvelegének tűnnek. A sportolók gyakorlatukat zenére, a tornászokéhoz hasonló szivacsos (Amerikában rugós) talajon mutatják be. A cheerleadingnek ebben a válfajában már nagy létszámban jelen vannak a férfiak is, hiszen egyes kategóriák egyenesen megkövetelik jelenlétüket.
A versenyzők számát tekintve itt három kategóriáról is beszélhetünk: páros (partner stunt), kis csapatos, amit a sportban groupnak neveznek (4-5 fő), valamint csapatos, azaz team (Európában max. 24 fő) kategóriákról. A nemeket tekintve partner stunt kategóriában mindig egy fiú és egy lány versenyez együtt, míg a groupoknál és a teameknél beszélhetünk coed (vagyis vegyes) és all girl (vagyis csak lányokból álló) csapatokról is.
Egy cheerleading koreográfiában vannak emelések (stuntok), ugrások (jumpok), piramisok, dobások (basketok) és talajakrobatika (tumbling) is. Az utóbbi három csak a teamek gyakorlatában van, a partner és groupstuntoknál nincs.
Továbbá a teamek esetében a gyakorlathoz tartozik egy minimum 30 másodperces szurkolás is, ami alatt az akrobatikus elemek mellett a versenyzők buzdító rigmusokat kiabálnak, így igyekezve felkelteni a közönség rokonszenvét. A gyakorlatnak ebben a részében gyakran használnak különböző kellékeket (pompon, tábla, megafon), ezeket azonban a szurkolás végeztével félreteszik, mert a későbbiekben csak akadályozná őket az elemek végrehajtásában.
A cheerleadingben alapvetően két csoportra oszthatjuk a sportolókat, flyerekre és basekre. Nemtől függetlenül flyernek nevezzük azt, akit a társai a levegőbe emelnek  vagy dobnak, és baseknek (bázisnak) azt aki dob vagy emel. Több szintes piramisok esetében továbbá elhelyezkedésük alapján megkülönböztethetünk mid és top flyereket, valamint stuntok esetében a basek egy speciális kategóriáját, az úgynevezett backspotokat.
A fent említett kategóriák tehát a pozíciók tekintetében a következőképpen alakulnak:
- Partner stunt: 1 bázis (férfi) emel 1 flyert (nő)
- Group stunt: 2-4 bázis (férfi, női akár vegyesen) emel 1 flyert (női, ritkább esetben férfi)
- Team: max. 24 főből áll. alapegységei a grouppok, párosok. Coed teamek esetében a férfi- női arány általában fele- fele szokott lenni.

A flyerek általában a csapat legalacsonyabb, legvékonyabb lányai, de az elemek kivitelezéséhez nekik is erős izomzatra van szükségük. Az egyik legszükségesebb tulajdonság esetükben a hajlékonyság, mert csak így képesek az ún. flyer pózok kivitelezésére. A basek, lehetnek férfiak vagy nők is, általában a magasabb, erősebb sportolók közül kerülnek ki.
Ebben a sportágban a felszerelés is eltér a táncosokétól, a cheerleaderek sportcipőt viselnek, a flyereké gyakran olyan talpkialakítással rendelkezik, ami megkönnyíti a fogást az emeléseknél.
A partner stunt és group stunt gyakorlatok pontozási szempontjai (100 pont):
Technikai kivitelezés – 30 pont
Nehézség – 25 pont
Kivitelezés (hajlékonyság, stabilitás) – 20 pont
Elemek közti átkötések – 15 pont
Előadásmód – 10 pont
A team gyakorlatok pontozási szempontjai (100 pont):
Szurkolás – 10 pont
Páros, group gyakorlatok – 25 pont
Piramisok – 25 pont
Dobások – 15 pont
Talajakrobatika – 10 pont
Elemek közti átkötések – 5 pont
Összhatás – 10 pont